# Dong Kingman
Dong Kingman, nacido como Dong Moy Shu (31 de marzo de 1911-12 de mayo de 2000) fue un pintor estadounidense.

## Descripción
Dong Kingman nació en Oakland (California), hijo de inmigrantes de Hong Kong. Cuando tenía cinco años, su familia vuelve a Hong Kong, donde su padre poseía un almacén de mercancías secas. En Hong Kong comienza su enseñanza convencional, estudiando en la Escuela Bok Jai. Aquí un profesor le dio el apodo de King Man (lit. "paisaje" y "composición" en cantonés) para reflejar su ambición por ser pintor.